# Chrysomya flavifrons
Chrysomya flavifrons är en tvåvingeart som först beskrevs av Aldrich 1925.  Chrysomya flavifrons ingår i släktet Chrysomya och familjen spyflugor. Inga underarter finns listade i Catalogue of Life.